# Баумгартнер, Хуберт
Хуберт Баумгартнер (нем. Hubert Baumgartner; род. 25 февраля 1955, Вольфсберг, Каринтия) — австрийский футболист, вратарь. По завершении игровой карьеры — футбольный тренер.
Как игрок прежде всего известен по выступлениям за клубы «Аустрия», «Рекреативо» и «Адмира/Ваккер», а также национальную сборную Австрии.

## Клубная карьера
Во взрослом футболе дебютировал в 1973 году выступлениями за клуб «Леобен», в котором провёл один сезон, приняв участие в 15 матчах чемпионата.
Своей игрой привлёк внимание представителей тренерского штаба венской «Аустрии», к составу которой присоединился в 1974 году. Сыграл за венскую команду следующие пять сезонов своей игровой карьеры. Большую часть времени, проведённого в составе венской «Аустрии», был основным игроком команды.
В 1979 году заключил контракт с испанским клубом «Рекреативо», в составе которого провёл следующие три года своей карьеры.
С 1982 года шесть сезонов защищал цвета клуба «Адмира/Ваккер», был основным вратарем команды.
Завершил профессиональную игровую карьеру в клубе «Санкт-Пёльтен», ворота команды которого защищал на протяжении 1988—1989 годов.

## Выступления за сборную
В 1978 году дебютировал в официальных матчах в составе национальной сборной Австрии. В течение карьеры в сборной, которая длилась всего один год, провёл в форме главной команды страны один матч.
В составе сборной был участником чемпионата мира 1978 года в Аргентине, однако на поле ни в одной из шести игр сборной на турнире не выходил.

## Карьера тренера
Начал тренерскую карьеру вскоре после завершения карьеры игрока 1990 года, возглавив тренерский штаб клуба «Санкт-Пёльтен».
В дальнейшем также возглавлял команду клуба «Рапид» (Вена) (в сезоне 1993—1994).
Последнему местом тренерской работы был клуб «Адмира Ваккер Мёдлинг», с которым Баумгартнер работал с 2006 по 2007 годы.

## Титулы и достижения
- Чемпион Австрии (3):

«Аустрия» (Вена): 1975/76, 1977/78, 1978/79
- Обладатель Кубка Австрии (1):

«Аустрия» (Вена): 1976/77